# Szvjatohirszk
Szvjatohirszk (ukránul: Святогі́рськ) vagy Szvjatogorszk (oroszul: Святого́рск) város Ukrajna Donyecki kerületének északi részén. 

## Fekvése
A Donyec folyó partján, 30 kilométerre Szlovjanszk városától. A Szlovjanszki önkormányzat része. Lakossága a 2021-es becslések szerint 4309 fő volt.

## Története
Nevét először a 16. században említették az írott forrásokban. 1624-ben kolostort létesítettek, de a 18. század végén minden szerzetesi területet elvilágiasítottak. 
Az egyik új tulajdonosa fürdőházat épített a közeli tavon, aminek következtében a települést Banne (ukránul Банне)/Bannoye (oroszul Банное) vagy Bannovszkoje (Банновское) néven kezdték nevezni; szó szerinti jelentése fürdés. A szovjet időkben neve hivatalosan Bannoye volt. 1938-ban városi jellegű települési rangot kapott, és átkeresztelték Bannovszkij (Банновский) névre. A település üdülőhely volt, melynek mérete folyamatosan nőtt, majd 1964-ben városi rangot kapott, és átnevezték Szlovjanohirszknak (ukránul: Слов'яногірськ)/Slavyanogorsk (Славяного́рск), a név első része (Sloviano-/Slavyano-) a közeli Szlovjanszk városáról (Slavyansk), a második része (-hirsk/-gorsk) pedig a Szent Hegyekről származik. 2003-ban a nevét Szvjatohirszkre változtatták, az itt lévő kolostorról elnevezve.

## Nevezetességek
- Szent Hegyek Nemzeti Park

## Fordítás
- Ez a szócikk részben vagy egészben  a   Sviatohirsk című angol Wikipédia-szócikk ezen változatának fordításán alapul.  Az eredeti cikk szerkesztőit annak laptörténete sorolja fel. Ez a jelzés csupán a megfogalmazás eredetét és a szerzői jogokat jelzi, nem szolgál a cikkben szereplő információk forrásmegjelöléseként.

1. ↑  http://db.ukrcensus.gov.ua/PXWEB2007/ukr/publ_new1/2022/zb_%D0%A1huselnist.pdf